# Metropolitano de Glasgow

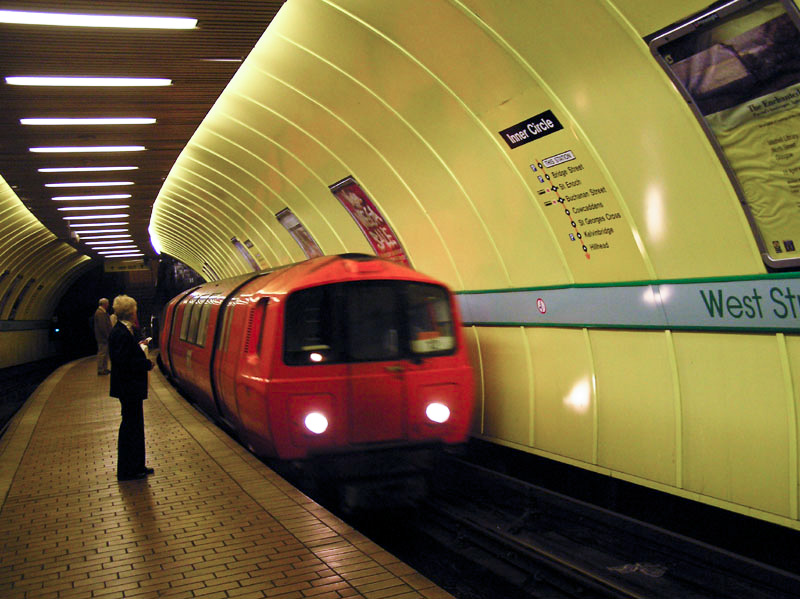

O metro de Glasgow (em inglês:  Glasgow Subway), é o sistema de metropolitano que opera na cidade de Glasgow, na Escócia. Foi inaugurado em 1896 como funicular, contudo foi electrificado pouco tempo depois. A única linha constituinte do sistema é circular e nunca sofreu qualquer alteração de percurso. É, em conjunto com o metro de Newcastle, a única rede de metro fora da cidade de Londres. Está em estudo uma expansão do sistema para sul. A linha tem um comprimento de 10,4 km e estende-se de norte a sul do rio Clyde.

## Rede

Diagrama do metro de Glasgow